# 胡志明战役博物馆
胡志明战役博物馆（Bảo tàng Chiến dịch Hồ Chí Minh）暨第7军区东南武装部队博物馆，是越南的一个军事历史博物馆，位于胡志明市第一郡𤅶犧坊黎笋街2号，邻近越南历史博物馆和西贡动植物园。

## 历史
该博物馆成立于1987年7月27日，展示与1975年胡志明战役有关的文物，包括坦克、飞机、火炮、装甲车，以及图像和沙盘。
该博物馆所在建筑最初是士兵和水手之家（Foyer du soldat et du marin），由法国建筑师设计，由特奥费尔·佩纳坎（Théophile Pennequin）将军（1849-1916）建于1890年。法国士兵居住在此。1936年-1937年，这个地方进行重建，设有酒吧、图书馆、小舞台和户外运动设备，包括游泳池。法国人离开后，在吴庭琰统治时期，这里是勤勞人為革命黨俱乐部。该建筑后来移交给法国文化局。1967年，越南共和国政府将此地方用作国防学院，为西贡政府培训高级官员。